# Jacquemontia grandiflora
Jacquemontia grandiflora är en vindeväxtart som beskrevs av Carl Daniel Friedrich Meisner. Jacquemontia grandiflora ingår i släktet Jacquemontia och familjen vindeväxter. Inga underarter finns listade i Catalogue of Life.